# EG Водолея
EG Водолея (лат. EG Aquarii) — карликовая новая, двойная катаклизмическая переменная звезда типа U Близнецов (UG:) в созвездии Водолея на расстоянии (вычисленном из значения параллакса) приблизительно 1102 световых лет (около 338 парсеков) от Солнца. Видимая звёздная величина звезды — от +18,5m до +14m.

## Характеристики
Первый компонент — аккрецирующий белый карлик.
Второй компонент — оранжевая звезда спектрального класса K:.